# Marie Sallé
Pour les articles homonymes, voir Sallé.
Marie Sallé, née à La Rochelle le 17 avril 1709 et morte à Paris le 27 juillet 1756, est une danseuse et chorégraphe française.

## Biographie
Fille des danseurs Étienne Sallé et Marie-Alberte Moylin, elle fait ses premiers pas dans la troupe familiale, à la Foire Saint-Laurent de 1718. En 1721, elle remplace à l'improviste Françoise Prévost, dont elle était l'élève, et paraît ainsi pour la première fois à l'Académie royale de musique (on disait plutôt à l'Opéra).

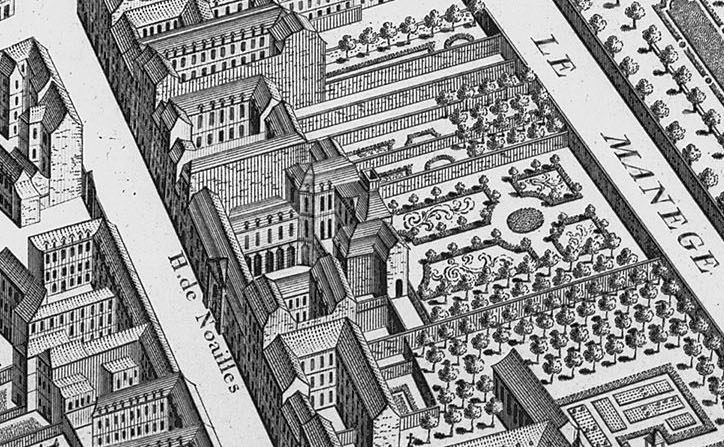
L'Hôtel de Noailles, rue Saint-Honoré, face auquel Marie Sallé occupait un appartement à la fin de sa vie. Détail du plan Turgot (1739)

La troupe de l’Opéra étant complète, Marie Sallé s’en retourne à la Foire puis part pour Londres en 1725 danser avec son frère François. De retour à Paris deux ans plus tard, elle fait ses débuts officiels à l’Académie royale de musique le 14 décembre 1727, dans Les Amours des dieux, ballet de Fuzelier, musique de Mouret. Par la suite, sa carrière est ponctuée de nombreuses ruptures avec ses directeurs et plusieurs voyages à Londres, où elle se produit régulièrement. Rentrée à l'Opéra de Paris en 1735, elle prend sa retraite en 1740 mais reparaît ponctuellement sur scène. Elle figure aux fêtes de la cour à l'occasion du mariage du Dauphin Louis avec l'infante Marie-Thérèse en 1745, à d'autres représentations en 1746 et 1747, et aux spectacles de Fontainebleau en 1752 et en 1753. Marie Sallé meurt en 1756 dans son appartement de la rue Saint-Honoré, face à l'hôtel de Noailles.
Surnommée « la Vestale » en raison de ses mœurs irréprochables, elle développe une danse gracieuse, expressive et ciselée, contrastant avec celle de sa rivale Marie-Anne de Camargo. Dans Les Caractères de la danse, en 1729, elle danse avec Laval en costume de ville et sans masque, révolutionnant la pratique traditionnelle et anticipant les réformes de Noverre. Elle ne veut pas que Jupiter se présente avec des tonnelets et de la poudre, ni que Junon se montre en jupes à paniers et la figure couverte de mouches. Mais c’est trop demander. Aussi, découragée de n’avoir pu entamer la routine qui règne à Paris, elle s’exile à Londres où elle est accueillie avec transport lorsqu'elle fait l’essai de ses idées dans le ballet de Pygmalion. On lit ce passage la concernant dans une correspondance insérée au Mercure de France : « Elle a osé paraître sans panier, sans jupe, échevelée et sans aucun ornement sur la tête; elle n’était vêtue, avec son corset et un jupon, que d’une simple robe de mousseline tournée en draperie, et ajustée sur le modèle d’une statue grecque ! ». Elle est aussi la danseuse-vedette dans Terpsichore, divertissement dansé dans la tradition de l'opéra-ballet à la française et ajouté par Georg Friedrich Haendel à son opéra Il pastor fido remanié en 1734.
Elle est une des premières « chorégraphes » féminines, créant plusieurs ballets-pantomimes pour l’Opéra : Pygmalion et Bacchus et Ariane (1734), entrées des Indes galantes (1735), de L'Europe galante (1736) et des Fêtes d’Hébé (1739),.
Amie de David Garrick et de Georg Friedrich Haendel, elle est admirée par Voltaire qui lui dédie ces vers :
Ah ! Camargo que vous êtes brillante !
Mais que Sallé, grands Dieux, est ravissante !
Que vos pas sont légers et que les siens sont doux !
Elle est inimitable, et vous toujours nouvelle ;
Les Nymphes sautent comme vous,
Et les Grâces dansent comme elle.